# 紅麴酒
红曲酒，是一种以红曲米和糯米为主要原料酿制成的粮食酒。红曲米虽然具备一定的糖化和发酵能力，却不足以单独产出高浓度的酒，因此自古以来，红曲酒需另加酒曲来拟补。

## 概况

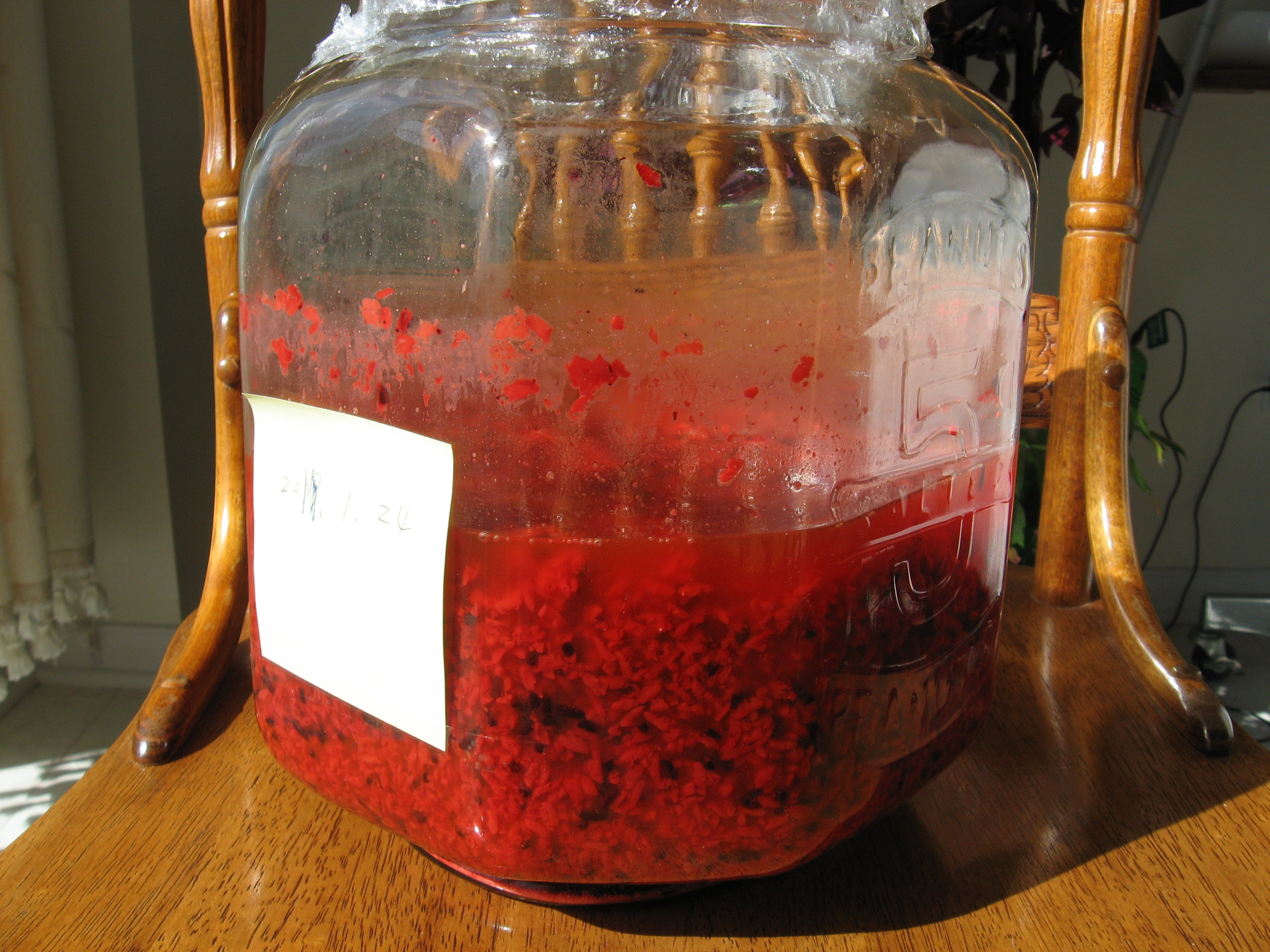
发酵2个月还没有分离红曲酒的红糟

把红曲米用于酿酒，源于何时，已甚难稽考，但不晚于北宋。北宋医学家庄绰在其作《鸡肋编》下卷中就写到「江南、闽中公私酝酿，皆红曲酒」。南宋末年《事林广记》卷八中，就提到了“造红曲法”和红曲酒的“东阳酝法”。此外，元代的《居家必用事类全集》和元末明初的《易牙遗意》中则分别记录了“天台红酒”和“建昌红酒”的制作方法。
明朝李时珍的《本草纲目》25卷，谷之四中则提到了红曲米的药用记载外，还写到「酿酒，破血行药势，杀山岚瘴气，治打扑伤损（吴瑞）。治女人血气痛，及产后恶血不尽，擂酒饮之，良」。

## 知名种类
- 福建老酒：福建老酒是福建省的传统名酒。闽语中，「糯」与 「老」发音近似，因此当地人将糯米酒读作容易发音的老米酒，略称老酒。福建老酒产自福州酒厂，选用古田县一带所产的上等糯米为原料，古田红曲再加白露曲为糖化发酵剂所制[5]。苏东坡曾有“夜倾闽酒赤如凡”的诗句。

- 老红酒：又称安溪红酒、金鸡老红酒，是漳州诏安一带民间的酿造酒。安溪红酒的制法随郑成功传入台湾，但因为当时红曲米全部由中国输入台湾，因此当时的老红酒仅供富人饮用。清治末期的宜蘭縣由于红曲制造技术的引进，降低了原料成本，使得酿酒风气兴盛起来。1909年，出身制酒世家的林青云运用他先祖在安溪学习得来的红曲米酿酒法，成立「宜兰酒厂」，开始量产「安溪老红酒」[6][7][8]。1946年，宜兰酒厂将其改名为「红露酒」[9]。2006年，宜兰县为促进产业观光化，提升经济效益，县政府将宜兰酒厂出品的「窖藏金鸡老红酒」称为宜兰县酒[10]。
  - 红露酒：1906年，台灣商人黄纯青、谢道埤、陈炎等由中國福建引进红曲为原料，三人在樹林合资「树林造酒公司」以西方制酒方式以红曲制酒。其中糯米用量较多、酒龄较长之成品酒命名为「老红金鸡」，次级品为「老红酒黄鸡」。二战期间，金鸡停止酿制。中華民國接收台灣後，黄鸡改名为「红露酒」[11]。现在树林区有「红露酒故乡」的美名。

- 金华红酒：金华红酒兼用红曲、麦曲为糖化发酵剂，既有红曲酒之色、味，又有麦曲酒之鲜醇。朱震亨所著的《本草衍义补遗》就写到了红曲酒的习俗[12]。李时珍的《本草纲目》卷25，谷之四中写到「东阳酒即金华酒，古兰陵也，李太白诗所谓兰陵美酒郁金香即此，常饮入药俱，良」。